# Волшебники из Вэйверли Плэйс (сезон 1)
Первый сезон телесериала Волшебники из Вэйверли Плэйс выходил на канале Disney Channel с 12 октября 2007 по 31 августа 2008 года.
Сюжет сезона крутится вокруг детей семьи Руссо: Алекс (Селена Гомес) и её братьев Джастина (Дэвид Генри) и Макса (Джейк Ти Остин) за право стать единственным волшебником в своей семье. Помимо вышеуказанных, главные роли исполняют Мария Кэнелс-Баррера и Дэвид Делуиз в роли родителей и Дженнифер Стоун в роли Харпер Финкл, подружки Алекс.
Среди приглашенных звёзд: Аманда Тепе, Скайлер Сэмюэлс, Билл Чотт, Дэрил Сабара, Брайан Кубач, Шейн Лионс, Эрик Аллан Крамер, Челси Стауб, Сара Пэкстон, Джулиа Браун, Джефф Гарлин и Тиффани Торнтон.

## Производство
Сериал написан и отснят исполнительным продюсером Тоддом Дж. Гринуолдом после работы над первым сезоном сериала Ханна Монтана. Продюсерскими компаниями выступили It's a Laugh Productions and Disney Channel Original Productions. Начальная песня «Everything Is Not What It Seems», написанная Джоном Адэр и Стивом Хэмптоном, относится к техно-поп стилю. Её исполняет Селена Гомес. Сериал снимался в Hollywood Center Studios в Голливуде, штат Калифорния.

## Эпизоды
- Этот сезон состоит из 21 серии.
- Джейк Ти Остин отсутствует в одном эпизоде.
- Мария Кэнелс-Баррера и Дэвид Делуиз отсутствует в двух эпизодах.
- Дженнифер Стоун отсутствует в девяти эпизодах.

| № общий | № в сезоне | Название                                                       | Режиссёр         | Автор сценария                              | Дата премьеры   | Произв. код | Зрители в США (млн) |
| --- | ---------- | -------------------------------------------------------------- | ---------------- | ------------------------------------------- | --------------- | ----------- | ------------------- |
| 1 | 1          | «You Can't Always Get What You Carpet» «Ковёр-самолёт»         | Фред Сэвидж      | Тодд Дж. Гринуолд                           | 12 октября 2007 | 102         | 5.9                 |
| Волшебная семейная комедия. Три нью-йоркских подростка, Алекс, Макс и Джастин, пытаются справиться с обычными возрастными проблемами и, одновременно, осваивают волшебные силы, которые они унаследовали от отца-волшебника. Джастин получает от отца несколько уроков по управлению ковром-самолётом. Узнав об этом, Алекс решает освоить это новое для неё дело самостоятельно. Джастин приходит на помощь сестре, и вместе они учатся безопасному вождению. Отец понимает, что его дочь стала взрослой и самостоятельной! Заметка: Джерри упоминает возраст Джастина, когда Джастин сказал ему, что было 16 лет. В то время актёру Дэвиду Хенри было 18 лет. Это последний эпизод в эфире, который использовал обработку FilmLook. |            |                                                                |                  |                                             |                 |             |                     |
| 2 | 2          | «First Kiss» «Первый поцелуй»                                  | Джо Регалбуто    | Винс Чунг & Бен Монтанио                    | 19 октября 2007 | 104         | 4.8                 |
| Алекс вновь прибегает к колдовству. Она поворачивает ход времени вспять, желая уберечь Джастина от досадных происшествий, ведущих к его первому поцелую. Между тем их родители, Джерри и Тереза, пытаются воссоздать изобретённый Максом рецепт сэндвича, надеясь, что он станет официальной пищей игроков самой популярной в Нью-Йорке бейсбольной команды. Заклинания: - Микрири Таймрири — перемотка времени. Заметка: В этом эпизоде Джастин знакомится с Мирандой, однако в 10 эпизоде Джастин рассказывает своим родителям, что Миранда новая девочка в школе. Приглашенные звезды: Люси Хейл, Джим Уайз, Вейн Фидерман, Брянт Джонсон                                                                                          |            |                                                                |                  |                                             |                 |             |                     |
| 3 | 3          | «I Almost Drowned in a Chocolate Fountain» «Шоколадный фонтан» | Джо Регалбуто    | Джиджи МакКрири & Перри Рейн                | 26 октября 2007 | 105         | 3.7                 |
| При помощи магии Алекс сдает сложный экзамен по испанскому языку. За это она получает разрешение от родителей пойти на свидание. Возмущенные такой несправедливостью, её братья Джастин и Макс придумывают, как сорвать романтический вечер. Заметка: Соня Мунштерман выступала в качестве дублёра для Селены Гомес (Алекс Руссо). Приглашённые звёзды: Эл Мадриал, Брайан Кубач, Джек Плотник Со-звёзды: Аманда Тепе, Джон Бобек, Джордан-Клейр Грин |            |                                                                |                  |                                             |                 |             |                     |
| 4 | 4          | «New Employee» «Новый сотрудник»                               | Роберт Берлингер | Питер Муррьета                              | 2 ноября 2007   | 107         | N/A                 |
| Алекс и Харпер хотят много времени проводить вместе, и Алекс устраивает свою подругу на работу в кафе своих родителей. Для этого она заколдовывает свою несколько неуклюжую приятельницу. Заклятье подействовало настолько удачно, что теперь превзойти Харпер далеко непросто. Заклинания: - Кофе, соки, лимонад - получился официант! - дать кому-то навыки официанта; - Кофе, соки, лимонад - разучился официант! - уничтожение навыков официанта Приглашенные звезды: Пойли Литт Со-звёзды: Аманда Тепе, Чед Броски, Эрик Кристи, Лекси Холс, Марк Муньос |            |                                                                |                  |                                             |                 |             |                     |
| 5 | 5          | «Disenchanted Evening» «Строгий папа»                          | Марк Цендровски  | Джек Сандерсон                              | 9 ноября 2007   | 114         | 4.6                 |
| Алекс, Джастин и Макс узнают, об одном наделенном волшебными способностями мальчике, которому, в отличие от них, разрешается пользоваться магией. Ребята пытаются убедить отца, что он слишком строг с ними. Но Джерри, знающий толк в воспитании, как всегда, оказывается прав. Заклинания: - Холода нет, ко мне жакет - появление жакета на теле волшебника - В плошке лепёшки - заклинание на тарелку блинов - Транспортация Марсианизация - телепортация на планете Приглашенные звезды: Дэрил Сабара Со-звёзды: Динк О'Нейл, Бонни Бурроугс, Дж. Р. Мей |            |                                                                |                  |                                             |                 |             |                     |
| 6 | 6          | «Crazy 10-Minute Sale» «Сумасшедшая десятиминутная распродажа» | Фред Савахе      | Питер Муррьета                              | 10 ноября 2007  | 101         | 4.0                 |
| С помощью очередного заклинания Алекс создает своё точное подобие, а сама прогуливает занятия, отправившись на распродажу. Тем временем Макс, получивший новую волшебную палочку, невольно манипулирует своей сестрой, заставляя её вести себя смешно и нелепо. Заклинания: - Эксбоно Ютусис — дубликат объекта или человека Приглашенные звезды: Скайлер Сэмюэлс, Аманда Тепе Со-звёзды: Хезер Тризна, Келси Сандерс, Ной Хименес, Аманда Тепе |            |                                                                |                  |                                             |                 |             |                     |
| 7 | 7          | «Alex's Choice» «Чаепитие»                                     | Роберт Берлингер | Мэтт Голдман                                | 16 ноября 2007  | 109         | N/A                 |
| Алекс отправляется на вечеринку к своей конкурентке с твёрдым намерением проучить её. Между тем Макс и Джастин выясняют, что с волшебной почтой шутки плохи. Заклинания: - Кто то добр а кто то плут, а кто то просто дул, чтобы это узнать дай мне супер слух - даёт супер слух - Весь честной народ не ври, только правду говори - заставляет кого то говорить правду |            |                                                                |                  |                                             |                 |             |                     |
| 8 | 8          | «Curb Your Dragon» «Дракон в собачьей шкуре»                   | Роберт Берлингер | Джиджи МакКрири & Перри Рейн                | 30 ноября 2007  | 108         | N/A                 |
| Алекс покупает Джастину дракона в собачьей шкуре. Волшебное существо привносит в мир своих новых хозяев ни с чем не сравнимые ощущения! Но бывший владелец забирает дракона, и Макс с Алекс помогают Джастину его отыскать. Заклинания: - Анимоза Эспиноза - превращает человека в животное - Гуманоза Эспиноза - превращает животное обратно в человека |            |                                                                |                  |                                             |                 |             |                     |
| 9 | 9          | «Movies» «Фильм»                                               | Марк Цендровски  | Джастин Варава                              | 14 декабря 2007 | 113         | N/A                 |
| Алекс пытается вместе с друзьями Джастина проникнуть в кинотеатр, где идет фильм, запрещенный для просмотра до 18 лет. Джастин запрещает ей делать это. Но Алекс не слушает старшего брата. Она перемещает себя в кинозал и оказывается на большом экране! Джастин применяет волшебство, чтобы присоединиться к сестре и защитить её от ужасного злодея… Заклинания: - (заклинание с неизвестным началом) …в дурацкое кино! - телепортация в фильм, версия Джастина - На нас враги напали, отсидеться бы в подвале! - телепортация в киношный подвал - Мы так сильно напугались, что в холле театра оказались! - телепортация в холл театра                                                                                           |            |                                                                |                  |                                             |                 |             |                     |
| 10 | 10         | «Pop Me and We Both Go Down» «Говорящий прыщ»                  | Роберт Берлингер | Винс Чунг & Бен Монтанио                    | 6 января 2008   | 103         | N/A                 |
| Пытаясь помочь Джастину избавиться от прыща, Алекс применяет очередное заклятье. Последствия этого оказываются настолько непредсказуемыми. Алекс должна все исправить. Заклинания: - Мурриэта Анимата - оживление чего-либо - Гарибай Имобилитай - контр заклинание |            |                                                                |                  |                                             |                 |             |                     |
| 11 | 11         | «Potion Commotion» «Зелье»                                     | Роберт Берлингер | Тодд Дж. Гринволд                           | 10 февраля 2008 | 110         | N/A                 |
| Чтобы добиться внимания парня, Алекс принимает волшебный напиток, но по ошибке превышает дозу и влюбляется в саму себя. Джастин пытается справиться с сестрой, возомнившей себя совершенством. Между тем у Макса обнаруживаются новые способности. |            |                                                                |                  |                                             |                 |             |                     |
| 12 | 12         | «Justin's Little Sister» «Младшая сестра»                      | Эндрю Тсао       | Еве Вестон                                  | 9 марта 2008    | 117         | N/A                 |
| Устав от постоянных сравнений со старшим братом, Алекс обращается за помощью к джинну. Она хочет, чтобы все на какое-то время забыли о нём. Но джинн переусердствовал, и под угрозой полного исчезновения оказался Джастин! Заклинания: - Пусть станут размером с малину те, кто идёт в гости к джину - перенестись в лампу джина - Экскурсию пора кончать, нормальными должны мы стать - возвращение обратно |            |                                                                |                  |                                             |                 |             |                     |
| 13 | 13         | «Wizard School Part 1'» «Волшебная школа, ч. 1»                | Марк Цендровски  | Винс Чунг & Бен Монтанио                    | 6 апреля 2008   | 111         | 3.7                 |
| Джастин и Алекс посещают Школу волшебства профессора Крамбса, где Джастин прилежно занимается магией и быстро становится одним из лучших учеников. А вот у Алекс, из-за её небрежного отношения к волшебству, все складывается по-другому. Тем временем Макс уговаривает отца поучаствовать в очередной своей затее… Заклинания: - Нука Алекс, ты не ври, только правду говори! - заставить человека говорить правду |            |                                                                |                  |                                             |                 |             |                     |
| 14 | 14         | «Wizard School Part 2» «Волшебная школа, ч. 2»                 | Марк Цендровски  | Джиджи МакКрири & Перри Рейн                | 6 апреля 2008   | 112         | 3.7                 |
| Алекс узнает о коварных планах учительницы мисс Злючки, задумавшего завладеть волшебными силами Джастина. Она прилагает все свои магические способности, чтобы разоблачить злодея и уберечь брата от беды. Макс тоже затеял борьбу - с хозяйкой салатов, подрывающим его бизнес. |            |                                                                |                  |                                             |                 |             |                     |
| 15 | 15         | «The Supernatural» «Сверхъестественное»                        | Марк Цендровски  | Мэтт Голдман                                | 18 мая 2008     | 115         | N/A                 |
| Джастин использует заклинание по перемещению предметов и становится подающим в школьной команде по бейсболу. Теперь Алекс твёрдо решила стать кетчером. Узнав, каким образом его дети добиваются успехов, Джерри решает играть с ними по своим правилам… |            |                                                                |                  |                                             |                 |             |                     |
| 16 | 16         | «Alex in the Middle» «Выбор Алекс»                             | Роберт Берлингер | Мэтт Голдман                                | 15 июня 2008    | 106         | N/A                 |
| Появление дядюшки-волшебника оживляет скучную зубрежку магических заклинаний. Алекс с удовольствием отказывается от нравоучений отца и соревнуется в волшебном мастерстве с веселым родственником. Однако, наделав массу ошибок, она понимает, что лучшего наставника, чем собственный отец, ей не найти. Заклинания: - Вомсмишарвышаыуаиыгаывмиывим - телепортация куда-либо - Головокруть по часовой - голову всех крутятся по часовой |            |                                                                |                  |                                             |                 |             |                     |
| 17 | 17         | «Report Card» «Проверка»                                       | Эндрю Тсао       | Джиджи МакКрири & Перри Рейн Питер Муррьета | 29 июня 2008    | 118         | N/A                 |
| Успехи Алекс в школе волшебников оставляют желать лучшего. Попытка скрыть это от родителей также оканчивается провалом. Начинающая волшебница превращает своих маму и папу в морских свинок! При этом Джастин и Макс умудряются усугубить ситуацию, и теперь их сестра может лишиться магических сил. |            |                                                                |                  |                                             |                 |             |                     |
| 18 | 18         | «Credit Check» «Показ Алекс»                                   | Фред Савахе      | Тодд Дж. Гринуолд                           | 6 июля 2008     | 121         | N/A                 |
| Дав волю своим эксцентричным идеям, Алекс проходит стажировку в популярном журнале о моде. Тем временем Джерри и Тереза берут к себе на работу в кафе очаровательную девушку, в которую сразу же влюбляется Джастин. Макс сочувствует брату и пытается помочь, но ничем хорошим это не кончается. |            |                                                                |                  |                                             |                 |             |                     |
| 19 | 19         | «Alex's Spring Fling» «МаникКен»                               | Виктор Гонсалес  | Мэтт Голдман                                | 20 июля 2008    | 119         | N/A                 |
| Оживший благодаря Алекс манекен влюбляется в свою создательницу. Ей же этот назойливый ухажер совсем не интересен, но вернуть все на свои места не так-то просто. Без помощи Джастина здесь не обойтись! |            |                                                                |                  |                                             |                 |             |                     |
| 20 | 20         | «Quinceañera» «Консиньера»                                     | Виктор Гонсалес  | Джиджи МакКрири & Перри Рейн                | 10 августа 2008 | 116         | 3.7                 |
| Алекс скоро исполнится 15 лет. Ей совершенно не хочется наряжаться в нелепое платье и становиться центром внимания многочисленной семьи. Зато мама Алекс когда-то была лишена пышного праздника и всю жизнь мечтала о нём. Выход очевиден: надо ненадолго поменяться телами! Тем более, для такого случая есть специальное заклинание… Заклинания: - (имя волшебника, произносящего заклинание), (имя "жертвы") - обмен мозгами. … (имя) и … (имя) комбия копорум мембия корпорум суа номинари - обмен телами |            |                                                                |                  |                                             |                 |             |                     |
| 21 | 21         | «Art Museum Piece» «Художественный музей»                      | Виктор Гонсалес  | Винс Чунг & Бен Монтанио                    | 31 августа 2008 | 120         | N/A                 |
| С помощью Алекс величайшие образы мировой живописи сходят с полотен. А все для того, чтобы юная волшебница смогла правильно выполнить домашнее задание по истории искусств. Тем временем Джерри и Макс находят удивительный способ игры в футбол в домашних условиях. |            |                                                                |                  |                                             |                 |             |                     |